# Luigi Bonos
Luigi Bonos (* 6. Mai 1910 in Berlin; † 8. August 2000 in Rom) war ein italienischer Schauspieler.

## Leben
Bonos wurde in Deutschland geboren; seine ungarnstämmige Familie bestand aus Zirkusartisten. Zusammen mit seinen Brüden Vittorio und Gianni bildete er ein Komikertrio, das in den 1930er und 1940er Jahren Erfolge beim „Avanspettacolo“ und auf Revuebühnen feierte. Luigi, der seinen deutschen Pass gegen einen italienischen getauscht hatte, perfektionierte dabei seine Rolle als schläfrig blickender Komiker mit zahlreichen mimischen Ausdrucksmöglichkeiten. 1943 drehte er zusammen mit seinen Brüdern zwei Filme, die ihre Bühnenfiguren aufnahmen. Ab 1951 war Bonos – unter seinem Geburtsnamen, als Gigi Bonos und mit Pseudonymen wie Louis Williams und Duane Bowland – ein gefragter Charakterdarsteller (natürlich meist komischer Typen), der vor allem zwischen 1968 und 1979 intensiv arbeitete und bis zu seinem Tod kauzige Nebenfiguren verkörperte. Unter den Fernseharbeiten ragt Il circolo Pickwick von Ugo Gregoretti sowie eine Maigret-Episode heraus.

## Filmografie (Auswahl)
- 1943: L'ippocampo
- 1952: Il bandolero stanco
- 1959: Akte Sahara – streng vertraulich (Tunisi top secret)
- 1961: Das Jüngste Gericht findet nicht statt (Il giudizio universale)
- 1968: Im Staub der Sonne (Spara, gringo, spara)
- 1969: Der Mann mit dem goldenen Pinsel
- 1969: Die nackte Bovary
- 1969: Zwei Trottel als Revolverhelden (Franco e Ciccio sul sentiero di guerra)
- 1969: Zwölf plus eins (Una su 13)
- 1970: Django und Sabata – wie blutige Geier (C’è Sartana… vendi la pistola e comprati la bara!)
- 1970: Die rechte und die linke Hand des Teufels (Lo chiamavano Trinità)
- 1970: Satan der Rache (E Dio disse a Caino)
- 1971: Vier Fäuste für ein Halleluja (…continuavano a chiamarlo Trinità)
- 1972: Lo chiamavano Verità
- 1972: Was? (Che?)
- 1973: Auch die Engel essen Bohnen (Anche gli angeli mangiano fagioli)
- 1973: Drei Nonnen auf dem Weg zur Hölle (Più forte sorelle)
- 1973: …E così divennero i tre supermen del West
- 1973: Le llamaban Calamidad
- 1974: Laß jucken, Kumpel 3. Teil – Maloche, Bier und Bett
- 1976: Ab morgen sind wir reich und ehrlich
- 1977: Der Tollwütige (La belva col mitra)
- 1978: Sie nannten ihn Mücke (Lo chiamavano Bulldozer)
- 1979: Der Große mit seinem außerirdischen Kleinen (Uno Sceriffo extraterrestre… poco extra e molto terrestre)
- 1990: Spatzi, Fratzi & Co. (C'era un castello con 40 cani)
- 1992: Alpen-Internat[2]
- 1994: Tutti gli anni una volta l'anno